# Deividas Gailius
Deividas Gailius, né le 26 avril 1988, à Klaipėda, en République socialiste soviétique de Lituanie, est un joueur lituanien de basket-ball. Il évolue au poste d'ailier.

## Palmarès
- Champion de Lituanie 2007